# Walter Montagu Douglas Scott, VIII duca di Buccleuch
Walter John Montagu Douglas Scott, VIII duca di Buccleuch, X duca di Queensberry (30 dicembre 1894 – 4 ottobre 1973), fu un pari di Scozia e un politico conservatore.

## Biografia
Figlio di John Montagu Douglas Scott, VII duca di Buccleuch era fratello di Alice, che sposando il principe Henry Windsor, duca di Gloucester nel 1935, entrò a far parte della famiglia reale britannica.
Montagu Douglas Scott studiò ad Eton e alla Christ Church di Oxford per poi diventare un militare di carriera al comando del quarto King's Own Scottish Borderers e divenire infine Capitano Generale della Royal Company of Archers.
Come conte di Dalkeith, Scott era deputato per il Partito Unionista per la circoscrizione di Roxburghshire e Selkirkshire dal 1923 al 1935, quando divenne il nuovo duca di Buccleuch e duca di Queensberry; prese il suo posto nel seggio il fratello Lord William Montagu Douglas Scott.
Il X duca di Buccleuch fu insignito dell'Ordine del Cardo, dell'Ordine reale vittoriano, della Territorial Decoration e fece parte del Consiglio privato di sua maestà.

## Matrimonio e figli
Il duca sposò Vreda Esther Mary Lascelles, nipote di William Beauclerk, X duca di St Albans il 21 aprile 1921 ed ebbero tre figli:
- Lady Elizabeth Diana Montagu Douglas Scott (20 gennaio 1922-viv.), sposò Hugh Percy, X duca di Northumberland, con prole.
- Lord Walter Francis John Montagu Douglas Scott, IX duca of Buccleuch (28 settembre 1923 – 4 settembre 2007)
- Lady Caroline Margaret Montagu Douglas Scott (7 novembre 1927 - 17 ottobre 2004), sposò Sir Ian Gilmour, barone Gilmour of Craigmillar il 10 luglio 1951. Vissero a Isleworth ed ebbe 4 figli ed una figlia. Il 22 febbraio 1974 fece da madrina al varo della HMS Cardiff[1].

## Ascendenza
|                                                         |                                              |                                            | Genitori                                   |  |  | Nonni |  |  | Bisnonni                                             |  |  | Trisnonni                                       |  |
|                                                         |                                              |                                            |                                            |  |  |       |  |  | 8. Walter Montagu Douglas Scott, V duca di Buccleuch |  |  | 16. Charles Montagu-Scott, IV duca di Buccleuch |  |
|                                                         |                                              |                                            |                                            |  |  |       |  |  | 8. Walter Montagu Douglas Scott, V duca di Buccleuch |  |  | 16. Charles Montagu-Scott, IV duca di Buccleuch |  |
|                                                         |                                              | 17. Onorevole Harriet Katherine Townshend  |                                            |  |  |       |  |  | 8. Walter Montagu Douglas Scott, V duca di Buccleuch |  |  |                                                 |  |
| 4. William Montagu Douglas Scott, VI duca di Buccleuch  |                                              |                                            |                                            |  |  |       |  |  | 8. Walter Montagu Douglas Scott, V duca di Buccleuch |  |  |                                                 |  |
|                                                         |                                              | 9. Lady Charlotte Anne Thynne              | 18. Thomas Thynne, II marchese di Bath     |  |  |       |  |  |                                                      |  |  |                                                 |  |
|                                                         |                                              | 9. Lady Charlotte Anne Thynne              | 18. Thomas Thynne, II marchese di Bath     |  |  |       |  |  |                                                      |  |  |                                                 |  |
|                                                         |                                              | 9. Lady Charlotte Anne Thynne              | 19. Onorevole Isabella Elizabeth Byng      |  |  |       |  |  |                                                      |  |  |                                                 |  |
| 2. John Montagu Douglas Scott, VII duca di Buccleuch    |                                              | 9. Lady Charlotte Anne Thynne              |                                            |  |  |       |  |  |                                                      |  |  |                                                 |  |
|                                                         |                                              | 10. James Hamilton, I duca di Abercorn     | 20. James Hamilton, visconte Hamilton      |  |  |       |  |  |                                                      |  |  |                                                 |  |
|                                                         |                                              | 10. James Hamilton, I duca di Abercorn     | 20. James Hamilton, visconte Hamilton      |  |  |       |  |  |                                                      |  |  |                                                 |  |
|                                                         |                                              | 10. James Hamilton, I duca di Abercorn     | 21. Onorevole Harriet Douglas              |  |  |       |  |  |                                                      |  |  |                                                 |  |
| 5. Lady Louisa Jane Hamilton                            |                                              | 10. James Hamilton, I duca di Abercorn     |                                            |  |  |       |  |  |                                                      |  |  |                                                 |  |
|                                                         |                                              | 11. Lady Louisa Jane Russell               | 22. John Russell, VI duca di Bedford       |  |  |       |  |  |                                                      |  |  |                                                 |  |
|                                                         |                                              | 11. Lady Louisa Jane Russell               | 22. John Russell, VI duca di Bedford       |  |  |       |  |  |                                                      |  |  |                                                 |  |
|                                                         |                                              | 11. Lady Louisa Jane Russell               | 23. Lady Georgiana Gordon                  |  |  |       |  |  |                                                      |  |  |                                                 |  |
| 1. Walter Montagu Douglas Scott, VIII duca di Buccleuch |                                              | 11. Lady Louisa Jane Russell               |                                            |  |  |       |  |  |                                                      |  |  |                                                 |  |
|                                                         | 12. Orlando Bridgeman, III conte di Bradford | 24. George Bridgeman, II conte di Bradford |                                            |  |  |       |  |  |                                                      |  |  |                                                 |  |
|                                                         | 12. Orlando Bridgeman, III conte di Bradford | 24. George Bridgeman, II conte di Bradford |                                            |  |  |       |  |  |                                                      |  |  |                                                 |  |
|                                                         | 12. Orlando Bridgeman, III conte di Bradford | 25. Georgina Elizabeth Moncreiffe          |                                            |  |  |       |  |  |                                                      |  |  |                                                 |  |
| 6. George Bridgeman, IV conte di Bradford               | 12. Orlando Bridgeman, III conte di Bradford |                                            |                                            |  |  |       |  |  |                                                      |  |  |                                                 |  |
|                                                         |                                              | 13. Onorevole Selina Louisa Weld-Forester  | 26. Cecil Weld-Forester, I barone Forester |  |  |       |  |  |                                                      |  |  |                                                 |  |
|                                                         |                                              | 13. Onorevole Selina Louisa Weld-Forester  | 26. Cecil Weld-Forester, I barone Forester |  |  |       |  |  |                                                      |  |  |                                                 |  |
|                                                         |                                              | 13. Onorevole Selina Louisa Weld-Forester  | 27. Lady Catherine Manners                 |  |  |       |  |  |                                                      |  |  |                                                 |  |
| 3. Lady Margaret Alice Bridgeman                        |                                              | 13. Onorevole Selina Louisa Weld-Forester  |                                            |  |  |       |  |  |                                                      |  |  |                                                 |  |
|                                                         |                                              | 14. Richard Lumley, IX conte di Scarbrough | 28. Frederick Lumley-Saville               |  |  |       |  |  |                                                      |  |  |                                                 |  |
|                                                         |                                              | 14. Richard Lumley, IX conte di Scarbrough | 28. Frederick Lumley-Saville               |  |  |       |  |  |                                                      |  |  |                                                 |  |
|                                                         |                                              | 14. Richard Lumley, IX conte di Scarbrough | 29. Charlotte Mary Beresford               |  |  |       |  |  |                                                      |  |  |                                                 |  |
| 7. Lady Ida Frances Annabella Lumley                    |                                              | 14. Richard Lumley, IX conte di Scarbrough |                                            |  |  |       |  |  |                                                      |  |  |                                                 |  |
|                                                         |                                              | 15. Frederica Mary Adeliza Drummond        | 30. Andrew Robert Drummond                 |  |  |       |  |  |                                                      |  |  |                                                 |  |
|                                                         |                                              | 15. Frederica Mary Adeliza Drummond        | 30. Andrew Robert Drummond                 |  |  |       |  |  |                                                      |  |  |                                                 |  |
|                                                         |                                              | 15. Frederica Mary Adeliza Drummond        | 31. Elizabeth Frederica Manners            |  |  |       |  |  |                                                      |  |  |                                                 |  |
|                                                         |                                              | 15. Frederica Mary Adeliza Drummond        |                                            |  |  |       |  |  |                                                      |  |  |                                                 |  |